# Jarosław Derega
Jarosław Derega (ur. 16 lipca 1956 we Lwowie) – ukraiński sinolog, podróżnik, autor książek i artykułów publicystycznych. 
Jest autorem pierwszego na Ukrainie podręcznika do języka chińskiego dla dorosłych – "Китайська грамота. Підручник з китайської мови для дорослих" wydanego w 2006 roku.

## Publikacje
- „Китайська грамота для дорослих”, Lwów, Decameron-2002, 2006, 924 str., ISBN 966-96481-0-6
- „Китайська грамота для дітей від 9 до 209”, Lwów, Decameron-2002, 2009, 304 str., ISBN 966-96481-1-4
- „Знаки неба” [3 tt., 232 str.], Lwów, Decameron-2002, 2010